# 에디 좁슨
에디 좁슨(Edwin "Eddie" Jobson, 1955년 4월 28일 ~ )는 잉글랜드의 바이올린 및 건반 연주자이다.

## 음반 목록

### 정규 앨범
- Zinc - The Green Album (1983)
- Theme of Secrets (1985)